# Oppenheim Collins
Oppenheim Collins was een groot damesmodewarenhuis, met het hoofdkantoor in New York.

## Geschiedenis
Oppenheim Collins & Company, Inc. werd opgericht door Albert D. en Charles J. Oppenheim, die later werden vergezeld door Isaac D. Levy. Hun eerste winkel werd in 1901 geopend in het centrum van New York. 

### Filialen
In 1905 werd een filiaal geopend op Main Street 534 in Buffalo (New York). De winkel werd uitgebreid met de Miss Vincent's Tea Room en werd in 1935 en 1951 verbouwd.
In 1915 had het bedrijf winkels in vijf steden, waaronder New York (Brooklyn en Manhattan), Philadelphia, Cleveland en Newark. Het vlaggenschip was de winkel op 34th Street in Manhattan.
In 1922 waren er zeven winkels. De vestiging aan Fulton Street in Brooklyn werd uitgebreid tot 9,300 m², waarmee het destijds de grootste vestiging van de zeven winkels was. Het besloeg het hele blok van Bridge Street tot Lawrence Street. Ondanks de omvang ervan  verduidelijkte Oppenheim-Collins dat het geen warenhuis was, maar een speciaalzaak voor vrouwen. 
In 1956 werd een vestiging in een buitenwijk van Buffalo geopend, aan de Thruway Plaza in Cheektowaga (New York). Het restaurant "Top of the Town" was gevestigd in de winkel in het centrum van Buffalo. De winkels in Buffalo sloten in 1979, samen met andere winkels van de Franklin Simon & Co.-keten, na het faillissement van City Stores. Latere uitbreidingen in de jaren 1950 leidden tot de opening van de eerste winkel buitende sraar  New York. In 1958 opende Oppenheim-Collins een vestiging in de nieuwe Harundale Mall in Glen Burnie (Maryland).

### Vakbondsvorming
In 1944 won Local 1250 van de Retail, Wholesale and Department Store Union, CIO, een nieuw contract met Oppenheim Collins dat een gesloten winkel, een loonsverhoging van $ 2,00 en de afschaffing van 'gratis' overwerk tijdens piekverkoop- en voorraadperioden omvatte.
In 1948 gingen werknemers van Oppenheim Collins, vertegenwoordigd door Local 1250 van de Retail, Wholesale and Department Store Union, CIO, in staking tegen het bedrijf. 

### Stadswinkels
In 1945 werd het meerderheidsbelang in Oppenheim Collins gekocht door City Stores Company. In de jaren vijftig werd de winkel samengevoegd met Franklin Simon & Co., hoewel de twee ketens nog enkele jaren onder hun oorspronkelijke handelsnamen bleven opereren. De winkels van Oppenheim Collins werden in 1961 uiteindelijk omgedoopt tot Franklin Simon & Co. Het moederbedrijf ging in 1979 failliet en alle Franklin-winkels sloten (inclusief de voormalige Oppenheim-winkels).